# 勘案
| ウィキペディアには「勘案」という見出しの百科事典記事はありません（タイトルに「勘案」を含むページの一覧/「勘案」で始まるページの一覧）。 代わりにウィクショナリーのページ「勘案」が役に立つかもしれません。 |